# Jean-Jacques Grasset
Jean-Jacques Grasset (* 1769 in Paris; † 25. August 1839 ebenda) war ein französischer Violinist, Komponist und Dirigent. 

## Leben
Jean-Jacques Grasset war ein Schüler Isidore Bertheaumes, mit dem er im April 1786 erstmals beim Concert Spirituel als Solist in einer symphonie concertante für zwei Violinen seines Lehrers Bertheaume öffentlich in Erscheinung trat. 1787 erhielt er eine Anstellung im Orchester des Concert Spirituel, wo er 1790 zwei seiner Violinkonzerte und eine Konzertante Sinfonie vortrug. Während der Napoleonischen Kriege war er verpflichtet, am ersten Koalitionskrieg gegen Deutschland und am französischen Italienfeldzug teilzunehmen. In Italien eignete er sich den dortigen Musikgeschmack und Interpretationsstil an. Ab Januar 1798 leitete Grasset das neugegründete Orchester der Société des Artistes. Nach dem Tod von Pierre Gaviniès wurde er im Jahr 1800 Violinprofessor am Pariser Konservatorium. Nachdem Antonio Bartolomeo Bruni 1802 seinen Posten am Théâtre-Italien, der italienischen Oper von Paris aufgab, übernahm Grasset für mehr als 25 Jahre die musikalische Leitung des Theaters. Auch als Operndirigent übernahm Grasset bei Aufführungen weiterhin regelmäßig die Violinsoli.

## Werke (Auswahl)
- Concerto pour violon op. 1
- Concerto pour violon op. 2
- Sonate pour violon et piano op. 3
- Concerto pour violon op. 4
- 5 Livres de duos pour deux violons